# Гайдаров, Ибрагим-бек Исабекович
Ибрагим-бек Иса-бек оглы Гайдаров (3 августа 1879, Дербент — 23 сентября 1949, Анкара) — инженер-путеец, депутат Государственной думы III созыва от Дагестанской области и Закатальского округа.

## Биография
Ибрагим-бек родился в семье Иса-бека Гайдарова (около 1851-?) и его жены Хаджар Асвад-ханум Ибрагимовой.
Лезгин. Мусульманин. По происхождению бек, то есть дворянин. Окончил Темир-Хан-Шуринское реальное училище (1897 год). В 1907 году окончил Санкт-Петербургский институт путей сообщения. Владел домом. Был масоном. В 1907 году был одним из руководителей бакинского общества «Нашри-маариф» (Просвещение).

### Член 3-й Государственной Думы
14 октября 1907 избран в Государственную думу III созыва от общего состава выборщиков Дагестанской области и Закатальского округа. До 1910 года входил в социал-демократическую фракцию, затем перешёл в Мусульманскую фракцию. По сведениям охранного отделения вышел из социал-демократической фракции вместе с Ф. Н. Чиликиным и Ф. А. Кузьмо (оба остались беспартийными) после того, как думские социал-демократы отказалась выступить с резкой речью, составленной лично Троцким, на тему внешней политики, проводимой министром иностранных дел, в связи с запросом о Боснии и Герцеговине. Фракция нашла эту речь слишком резкой и забраковала её, не выступив по предмету запроса. Конфликт привёл к тому, что Гайдаров, Кузьмо и Чиликин решили, что в таких условиях продуктивно работать во фракции невозможно и покинули её. Был членом пяти комиссий — аграрной, рабочей, путей сообщения, бюджетной и рыболовной.

### Работа в Баку
Поле окончания работы Думы поселился в Баку, 1913 года был членом городской управы и начальником её Хозяйственного отделения. В том же 1913 вместе А. Г. Бабаевым организовал нефтепромышленные общества «Деянет» и «Ширакет», До 1914 года руководил просветительским мусульманским обществом «Сафа». В 1914 году вместе с Л. Л. Бычом, М. Гаджинским и другими членами Бакинской городской управы учредил «Общество изучения Кавказа». В марте 1916 избран заместителем председателя общества «Ниджат» (Спасение). 28 января 1916 года вместе А. Топчибашевым, М. Расулзаде и Х. Хасмамедовым вошёл в совет (совещательный орган), созданный при мусульманской фракции Государственной Думы. Вернулся в Дагестан после Февральской революции.

### После Февральской революции
Избран председателем Дагестанского мусульманского комитета. 9 марта 1917 назначен ОЗаКомом председателем Временного Исполнительного комитета Дагестанской области. 16
марта 1917 Гайдаров, председательствовал на собрании азербайджанской интеллигенции, входил в бюро Комитета Мусульманских Общественных Организаций. Однако 22 марта того же года старый состав бюро распущен и вместо него избрано Национальное Бюро Временного комитета Мусульманских Общественных Организаций Мамедом Гаджинским во главе. Гайдаров входил и в новый состав. 15-20 апреля на 1-м съезде кавказских мусульман в Баку избран членом Президиума.
15 апреля 1917 года Гайдаров назначен комиссаром Временного правительства по управлению Дагестанской областью. На этом посту отдавал предпочтение проблемам образования, в частности, продвигал идею изучения «тюркского» языка. Под влиянием Гайдарова 15 июня 1917 в Темир-Хан-Шуре открыты учительские курсы «тюркского» языка.
По мнению аварского историка Шахбана Хапизова, был одним из активных сторонников признания государственным языком Дагестана азербайджанского. Аварский социалист и будущий комиссар областного военного комиссариата Махач Дахадаев в открытом письме обращался с отповедью к Гайдарову: «Теперь даже и слепые начинают видеть, что под соусом „тюркизма“ Вы хотите подсунуть народу родное Вам азербайджанское наречие».
В конце 1917 года Ибрагим-бек Гайдаров избран во Всероссийское учредительное собрание в Закавказском избирательном округе по списку № 12 (Мусульманский социалистический блок).
В 1917 состоял в Бакинском Временном исполкоме, был комиссаром Елисаветпольской губернии. В 1918—1919 годах министр почт и телеграфа в правительстве Чермоева Горской республики.

### Во Франции
В 1919 участвовал в Версальской мирной конференции во Франции.
С 1920 года — в эмиграции. Вначале жил во Франции. Работал чертежником на заводе Renault. С 1925 года жил, в основном, в Турции, где был занят частной деятельностью в качестве инженера путей сообщения.
Был масоном, членом ряда лож Великой ложи Франции. В 1924 году член-основатель парижской масонской ложи «Золотое руно» № 536, в 1926 входил в ложу «Прометей» № 558. С 1928 по 1936 год — в ложу «Астрея» № 500.

### В Турции
Ибрагим-бек Гайдаров переехал в Турцию, по специальному приглашению Мустафы Кемаля Ататюрка в 1925 году и участвовал в строительстве железной дороги Анкара — Кайсери. Затем работал на разных участках Сивасской железной дороги. Он проявил себя не только как опытный профессионал в строительстве железных дорог в Турции, но и как ученый. С целью популяризации Кавказа перевел с русского на турецкий книги, изданные в Стамбуле в 1937 году. После землетрясения в Эрзинджане зимой 1939 года, в результате которого погибли несколько ряд молодых коллег, он переехал в Анкару. С 1940 года до своей смерти он занимал руководящие должности в Турецких государственных железных дорогах, был членом Высшего научного комитета Министерства общественных работ.
Похоронен в Анкаре на кладбище Джевеси.

## Семья
- Прадед (по отцу) — Хаджи Касум-бек, в документе под № 1 в камеральном описании бекам г. Дербента 1831 года была указана семья прапорщика Хаджи Касум-бека, потомки которого приняли фамилию Гайдаровых. У Хаджи Касум-бека было два сына — старший: Минатулла-бек и младший: Ниматулла-бек (1827—1901).
- Двоюродный дед (по отцу) — Ниматулла-бек Хаджи-Касумбекович Гайдаров (1827—1901) царский генерал. Родился в Дербенте 4 октября 1827 года. Начальное образование получил в Дербентском уездном училище. В 1843 году он был определён на службу в Казикумухскую конную милицию. В последующие годы в составе Кавказской русской армии он принимал участие в боях против имама Шамиля ал-Гимрави (1797—1871). За отличия в боях ему было присвоено звание штабс-капитана (1857), а в 1861 году капитана. В 1859 году был утвержден в должности ротного командира. В 1869 году за отличия по службе был произведен в майоры и в следующем году был утвержден в должности командира батальона. За этот период Ниматулла-бек Гайдаров был награждён многими российскими военными орденами, а в 1878 году был пожалован самым престижным военным орденом Российской империи — орденом Св. Георгия 4-й ст. В 1880—1881 гг. подполковник Гайдаров участвовал в Ахал-текинской экспедиции, в том числе во взятии крепости Геок-Тепе. Во время штурма крепости он командовал третьей из четырёх штурмовых колонн. В 1881 году он был пожалован орденом Святого Георгия 3-й ст., став первым мусульманином-кавалером 3-й степени ордена Св. Георгия. Более того, 3-я степень ордена Святого Георгия считалась «генеральской» наградой, и Ниматулла-бек Гайдаров стал единственным на тот период подполковником-кавалером того ордена. В 1881 году он был произведён в полковники, а в 1884 году — в генерал-майоры с зачислением в запас армейской пехоты. Всю оставшуюся жизнь Ниматулла-бек провёл в Дербенте, где и скончался 27 января 1901 году.
- Дед (по отцу) — Минатулла-бек Хаджи-Касумбекович Гайдаров, 29 апреля 1886 г. был уволен от службы чином капитаном с мундиром и пенсией. У него было три сына — Иса-бек (ок. 1851-?), Муса-бек и Касум-бек (1858—1918).
- Отец — Иса-бек Минатуллаевич Гайдаров (ок. 1851-?) по происхождению лезгинский бек, приходился племянником (родной брат отца) генерал-майору Ниматулла-беку Гайдарову (1827—1901) и братом старосты г. Дербент Касум-беку Гайдарову (ум. 1918)[21].
- Дядя (по отцу) — Муса-бек Минатуллаевич Гайдаров, по происхождению бек, был средним сыном Минатулла-бека Гайдарова. Сын Муса-бека — Гусейн-бек — закончил в г. Дербент начальную школу и занимался хозяйством. Писательница Мина Тансел пишет о том, что сын Муса-бека Гусейн-бек Гайдаров (ум. 1918) тоже был офицером. В 1918 г. во г. Владикавказе проводился съезд социал-демократической партии, куда был приглашён его дядя Касум-бек Минатуллаевич Гайдаров (ум. 1918) с группой представителей. По окончании съезда эта группа, в которой был и Гусейн-бек Гайдаров, была остановлена на пути в г. Дербент у станции «Мухаммед-кала» и расстреляна в лесу террористами, неподалеку от железнодорожной станции.
- Дядя (по отцу) — Касум-бек Минатуллаевич Гайдаров (1858—1918) — младший сын Минатулла-бека Гайдарова[22]. Дербентский городской староста. Родился в г. Дербент в семье милицейского штабс-капитана Минатулла-бека Гайдарова, который сначала отвез сына для получения образования в Бакинское реальное училище (г. Баку), а по окончании отправил в Медико-хирургическую академию в г. Санкт-Петербурге, где тот числился вольнослушателем. К сорока годам он стал крепким хозяйственником, к авторитетному мнению которого прислушивались не только дербентцы, но и гости, в том числе и иностранные. Например, известный французский археолог и путешественник Жозеф де Бай (1853—1931), посетивший Дербент в 1900 году, отзывался о нём в чрезвычайно лестных выражениях. Он женился на русской девушке, вместе с которой в 1878 г. переехал в г. Дербент. Детей у него не было. Касум-бек занимался серьёзной общественно-политической деятельностью. В 1900 г. он был избран городским старостой Дербента и на 3-м и 4-м созывах Городского Собрания был вновь переизбран на эту должность. В 1909 г. из-за его революционной деятельности Кавказский наместник И. И. Воронцов-Дашков (1837—1916) исключил его фамилию из списка претендентов на указанную должность.
- Жена (с 1915[3]) — Ниса-ханум (1900—1943), дочь Джахангир-бека Араблинского, сына генерала Балакиши-бека Араблинского (1828—1902).
  - Сын — Минатулла Гейдар-оглы (5.09.1918, Баку — 16.08.2006, Бурхание)[23][24], адвокат, один из лидеров партий социалистического направления, шахматист-любитель, последние годы жил в Измире[3].
  - Дочь — Лейла (1920, Дербент — 1955, Стамбул).
  - Дочь — Фатима в замужестве Алпэнгин (21.11.1921[23], Тифлис), мать писательницы Мины Тансел[25], в 2012 году жила в Анкаре[24].
  - Дочь — Шермин в замужестве Озген[25] (22.04.1926, Стамбул — 24.01.2011, Стамбул)[23][26].
- Брат — Омар-бек Гейдароглу (1884, Дербент — 1973, Стамбул), инженер[3].
- Брат — Осман-бек Гайдаров (25.2.1888, Дербент — 1917, Петроград), поступил на юридический факультет Петроградского университета, исключен, как не внесший плату весной 1917 года, погиб при штурме Зимнего дворца[3].
- Сестра — Умханум или Умханым (1898—?), рано овдовела, она и её сын Исабек Магомедтаир оглу Эфендиев (1924—после 2008), во время войны сосланы на станцию Аягуз, Казахстан[3].
- Сестра — осталась жить в Баку после 1921 года, имя и судьба неизвестны[3].

## Труды
- Стенографический отчёт избранных речей члена 3-й Думы от Дагестанской области и Закатальского округа Ибрагим-бека Гайдарова. // Баку, типография «Каспий» И.-б, Ашурбекова, 1912, 16 стр.

## Адреса
- 1907 — Санкт-Петербург, ул. Подольская д. 31, кв 11[3].

## Комментарии
1. ↑  15 октября 1908 года в Думу был внесён запрос 58 депутатов (в основном, октябристов, кадетов и 4-х социал-демократов) в связи с запретом петербургским градоначальником обсуждения доклада профессора Погодина о положении Боснии под австрийской оккупацией. Запрос был принят был принят Думой без обсуждения. 3 декабря 1908 года объяснения министра были сняты с повестки дня из-за нежелания смешивать действия полиции и внешнюю политику. В дальнейшем Дума к этому запросу не возвращалась[8].
2. ↑  Азербайджанские исследователи А. Ш. Тагирзаде и О. А. Тагирли приводят обращение Казикумухского национального комитета к народам Дагестана: В Дагестане имеются две партии. Одна — Дагестанский национальный комитет, который защищает интересы мусульман. Поэтому Милли требует, чтобы проблемы мусульман решались по шариату. Вот почему голосуйте за самых умных ученых Дагестана — имама Нажмутдина Гоцинского, Ибрагим-бека Гайдарова, Гайдара Бамматова, Магомед-Кади Дибирова, доктора Султанова, Джамалутдина Карабудахкентского, Зубаира Темирханова. Другая партия — Дагестанская социалистическая группа. В неё входят Джалалутдин Коркмасов, Махач Дахадаев, Магомед-Мирза Хизроев, Алибек Тахо-Годи, Абдулмеждид Зальпукаров. Социалистов никто не знает. Они не признают Аллаха, не думают о Дагестане[3]. Избирательный закон позволял баллотироваться в нескольких избирательных округах. Если в Закавказском избирательном округе Гайдаров баллотировался по списку Мусульманского социалистического блока, то в Терско-Дагестанском - по списку Дагестанского национального комитета. Результаты выборов по Терско-Дагестанскому округу полностью не опубликованы. Известно, что были избраны Коркмасов и Дахадаев.

### Рекомендуемые источники
- Абдуллаев М. А. Ибрагим-Бек Гайдаров. Дагестан: время, судьбы. / Махачкала, 1999. С. 430.

### Архивные источники
- Государственный исторический архив Азербайджанской Республики. Фонд 46. Опись 1. Дело 72;
- Российский государственный исторический архив. Фонд 1278. Опись 9. Дело 163.